# Zoltánfalva
Zoltánfalva (románul: Zorile, ukránul: Зоріле) falu Romániában, a Bánságban, Krassó-Szörény megyében.

## Fekvése
Krassógombás közelében fekvő település.

## Története
Zoltánfalvát ukrán telepesek alapították 1907–1910 között.  1914-ben vált önállóvá; korábban Ruténtelep néven a mai Temes megyéhez tartozó Krassógombás (Zgribeşti, com. Ştiuca) része volt. 1920-ban 1084 lakosa volt. Román nevét 1923-ban kapta.
1930-ban 1090 lakosából 5 román, 1085 ukrán volt.
1966-ban 1186 lakosából 6 román 1180 ukrán, 1977-ben 951 lakosából 4 román, 2 magyar, 5 német, 1 izraelita, 939 ukrán, 1992-ben 632 lakosából 7 román, 625 ukrán, a 2002-es népszámláláskor pedig 525 lakosából 18 román és 507 ukrán volt.